# Stonne
Stonne település Franciaországban, Ardennes megyében. Lakosainak száma 39 fő (2022. január 1.). Stonne Les Grandes-Armoises, Artaise-le-Vivier, La Berlière, La Besace, Maisoncelle-et-Villers, Raucourt-et-Flaba és Tannay-le-Mont-Dieu községekkel határos.

## Népesség
A település népessége az elmúlt években az alábbi módon változott:
| Lakosok száma | 57   | 39   | 40   | 42   | 44   | 43   | 41   | 39   | 39   | 39   |
|               | 1968 | 1982 | 1990 | 2006 | 2013 | 2015 | 2017 | 2019 | 2020 | 2022 |